# 有楽座 (明治・大正)

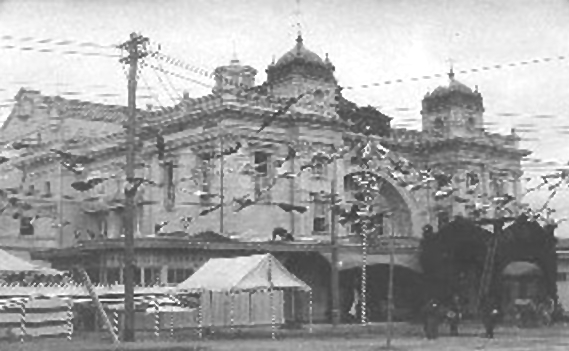
外濠に面した有楽座

有楽座（ゆうらくざ）は、1908年（明治41年）12月1日に開場し、1923年（大正12年）9月1日の関東大震災で焼亡した、日本初の全席椅子席の洋風劇場。数寄屋橋の東北約150mにあった。坪内逍遥らの文芸協会、小山内薫らの自由劇場、池田大伍らの無名会、島村抱月らの芸術座、上山草人らの近代劇協会ほか、新劇上演の拠点になったことなどで知られる。

## 建物
JR有楽町駅の銀座口を出て、有楽町センタービルの左を銀座の方へ歩くと、首都高速道路の高架をくぐって外堀通りにぶつかる。有楽座は、その外堀通りを横切らない右手（現・千代田区有楽町二丁目）にあった。
あった時代にさかのぼると、外堀通りは水をたたえた外濠で、両岸に道路が通じ、東岸に東京電気鉄道の路面電車が走り、西岸には引き込み線が入り、有楽座は、引き込み線の道路越しに外濠に向いて、建てられていた。柳沢保恵・福島行信ら、『華族紳士連の発起にて高等演芸場の目的で建築された』と言う。
設計は横河民輔の横河工務所、施工は清水建設の前身の工務店。プロセニアム付きの舞台は、間口約11m、奥行約7.3m。3層の定員900の客席は桟敷や土間でない椅子。オーケストラ・ボックス、食堂、休憩室も備え、従来の歌舞伎の芝居小屋でない日本最初の欧風劇場だった。
1920年（大正9年）夏、帝国劇場株式会社に合併され、久米秀治が主事となり、改装した。以降は『帝劇姉妹館』的に、扱われた。
1923年の関東大震災に焼亡し、再建されなかったが、1935年6月7日に東宝が東京宝塚劇場、日比谷映画劇場に次ぐ3番目の劇場として東京都千代田区有楽町に2代目・有楽座を開場、1984年11月11日に有楽町マリオンが完成し老朽化を理由に閉館するも、2005年4月9日にニュートーキョービルにあったニュー東宝シネマを改装し有楽町に近いことと当時あったスキヤバシ映画を因んで3代目・TOHOシネマズ有楽座が開場。2015年2月27日にニュートーキョービルの老朽化により閉館。74年の歴史に幕を閉じた。

## 上演演目の記録（抄）
年2回の名人会には、錦城山典山・三代目神田伯山・四代目柳家小さん・初代三遊亭円右・七代目富士松加賀太夫・豊竹呂昇らが出演して、盛況だったと言う。
日曜・祝日には子供向けのお伽芝居をやり、これには栗島狭衣・柳永二郎・栗島すみ子・梅村蓉子らも関係した。この子供デーは帝国劇場合併時まで続いた。
大阪の文楽が、しばしば来演した。
三代目清元梅吉・二代目常磐津文字兵衛・四代目吉住小三郎・藤蔭会などのお浚い会に、頻繁に使われた。
以下、上演年月、劇団、関係者、演目の順に列記する。
- 1909年9月- 高田実一座、高田実・井上正夫、益田太郎冠者：『空中飛行機』
- 1909年11月27、28日 - 自由劇場第1回試演、小山内薫・二代目市川左団次・初代沢村宗之助ほか、イプセン作・森鷗外訳：『ジョン・ガブリエル・ボルクマン』
- 1910年5月28、29日 - 自由劇場第2回試演、小山内薫・二代目左団次ほか、ヴェデキント作・鷗外訳：『出発前半時間』 /  森鷗外作：『生田川』 /  チェホフ作・小山内薫訳：『犬』
- 1910年11月23日 - 新時代劇協会第1回、井上正夫・小堀誠・藤村秀夫、ショー作・鷗外訳：『馬泥坊』 / チェホフ作・川村花菱訳：『熊』
- 1910年12月2、3日 - 自由劇場第3回試演、小山内薫・二代目左団次・二代目市川猿之助・六代目市川寿美蔵ほか、ゴーリキー作・小山内薫訳：『夜の底（どん底）』 / 吉井勇：『夢助と僧と』
- 1911年1月30日 - 川村花菱試演劇場、国木田独歩：『牛肉と馬鈴薯』 / 楠山正雄：『青年と女優』 / 佐藤惣之助：『緊張』 / 松本苦味：『ごみため』
- 1911年2月5日 - 新時代劇協会第2回、井上正夫、ゴーゴリ作・楠山政雄訳：『検察官』 / 真山青果：『第一人者』
- 1911年4月13日 - 新時代劇協会第3回、井上正夫、ホフマンスタール作・鷗外訳：『痴人と死』 / 中村吉蔵：『新帰朝者』
- 1911年6月20 - 22日 - 藤沢浅二郎の『俳優養成所』の卒業生公演、諸口十九・田中栄三ら、佐藤紅緑：『廃馬』 / メーテルリンク作・茅野蕭々訳：『闖入者』 / 岡本綺堂：『佐渡の文覚』 / 巖谷小波：『太平洋上』
- 1912年3月の毎土曜日 - 土曜劇場第1回、川村花菱・諸口十九・田中栄三ら、国枝史郎：『帰れるバーンズ』 / ヴィレック作・小山内薫訳：『一瞬間の心持』 / グレゴリー作・川村花菱訳：『ハイアシンス・ハルヴェイ』
- 1912年4月 - 土曜劇場第2回、久保田万太郎：『暮れがた』 / シュニッツラー作・鷗外訳：『猛者』 / 川村花菱：『糸のもつれ』 / 小山内薫：『貧民院』
- 1912年5月 - 土曜劇場第3回、ハイド作・小山内薫訳：『失踪聖人』 / ホフマンスタール作・鷗外訳：『痴人と死』 / シュミットボン作・鷗外訳：『ディオゲネスの誘惑』
- 1912年5月 - 文芸協会第3回、坪内逍遙・松井須磨子ほか、ズーダーマン：『故郷』
- 1912年6月1、2日 - 自由劇場第4回試演、二代目左団次・二代目猿之助ほか、長田秀雄：『歓楽の鬼』 / 秋田雨雀：『第一の暁』 / 吉井勇：『河内屋与兵衛』 / メーテルリンク作・鷗外訳：『奇跡』
- 1912年10月25 - 29日 - 近代劇協会第1回、上山草人・山川浦路・伊庭孝ら、イプセン作・千葉椈香訳：『ヘッダ・ガブラー』
- 1912年11月 - 文芸協会第4回、ショー：『二十世紀』
- 1912年12月 - 土曜劇場最終、ハウプトマン作・鷗外訳：『僧坊の夢』
- 1913年2月 - 文芸協会、フェルスター作・松居松葉訳：『思ひ出（アルト・ハイデルベルヒ）』
- 1913年2月23、23日 - 黒猫座、林和・十三代目守田勘弥・六代目尾上菊五郎・七代目坂東三津五郎、『乗合船』 / 『子宝三番叟』 / ウィード作・鷗外訳：『ねんねえ旅籠』
- 1913年5月1 - ?日 - 吾声会、二代目猿之助・武田正憲ら、イプセン作・森田草平訳：『鴨』 / 和辻哲郎：『常盤』
- 1913年9月19 - 28日 - 芸術座旗揚、島村抱月、松井須磨子ら、メーテルリンク作・島村抱月訳：『モンナ・ヴァンナ』
- 1913年10月18 - ?日 - 新劇社第1回、伊庭孝ら、『出発前半時間』 / ショー作・伊庭孝訳：『チョコレート兵隊』
- 1914年1月12 - 16日 - 吾声会最終、武田正憲ら、長田秀雄：『琴平丸』 / 楠山正雄：『油地獄』
- 1914年1月17 - 31日 - 芸術座、島村抱月、松井須磨子ら、イプセン作・島村抱月訳：『海の夫人』 / チェホフ作・楠山正雄訳『熊』
- 1914年3月1 - 5日 - 黒猫座、十三代目勘弥・中村東蔵、シュニッツラー作・鷗外訳：『恋愛三昧』・林和：『髑髏小町』
- 1914年3月 - 無名会、東儀鉄笛・土肥春曙・池田大伍ら、ビョルンソン作・島村民蔵訳：『若き葡萄の花さく頃』 / 池田大伍：『滝口時頼』
- 1914年4月15 - ?日 - 近代劇協会、上山草人・山川浦路ら、イプセン作・鷗外訳：『ノラ（人形の家）』『ハンネレの昇天』
- 1914年4月29 - 5月3日、美術劇場、澤田正二郎・倉橋仙太郎・渡瀬淳子ら、ハウプトマン作・楠山正雄訳：『平和祭』 / 秋田雨雀：『埋もれた春』 / 田中介二作：『博多小女郎波枕』
- 1914年5月 - 無名会、東儀鉄笛・土肥春曙・池田大伍ら、シュニッツラー作・楠山正雄訳：『ペアトリーチェの面紗』 / 沼波瓊音：『箇人惟然坊』
- 1914年7月 - 無名会、〃、ショー：『武器と人』
- 1914年9月 - 第二次新時代劇協会、桝本清・神林季三ら、久米正雄：『牛乳屋の兄弟』 / 木下杢太郎：『和泉屋染物店』 / 長田秀雄：『死骸の哄笑』
- 1914年10月6 - ?日 - 舞台協会、加藤精一・森英治郎ら、ハウプトマン作・秦豊吉訳：『馭者ヘンシェル』 / ストリンドベルヒ作・鷗外訳：『首陀羅』
- 1915年1月 - 無名会（帝劇女優合同）、東儀鉄笛・土肥春曙・池田大伍ほか、長田秀雄：『親と子』『放火』 / 坪内逍遙：『現代男』
- 1915年3月 - 無名会、〃、池田大伍作：『親友』 / 岡本綺堂：『出雲崎の遊女』
- 1915年5月 -  無名会、〃、池田大伍作：『茨木屋幸斎』『一時間の賭』 / 杉谷代水：『棟木』
- 1915年6月 - 無名会、東儀鉄笛・河村菊江、ズーダーマン：『マグダ』
- 1915年7月10 - 20日 - 松旭斎天勝一座、松旭斎天勝ほか、オスカー・ワイルド作：『サロメ』
- 1915年10月 - 無名会、東儀鉄笛・大村敦ほか、ホートン作・坪内士行訳：『村の祭』 / 松居松葉：『秀吉と淀君』 / 池田大伍：『共益貯金』
- 1915年11月 - 無名会、東儀鉄笛ほか、坪内士行翻案：『表と裏』
- 1916年1月 - 無名会、東儀鉄笛・加藤精一、池田大伍：『慧春尼行状』 / 坪内士行：『旅烏』
- 1917年5月 - 無名会、東儀鉄笛ら、池田大伍：『西郷と豚姫』
- 1916年6月、無名会、坪内逍遙訳・坪内士行演出：『マクベス』
- 1917年7月 - 新劇研究会、三好今太郎・伊藤松雄ら、岡本綺堂：『阿蘭陀船』
- 1918年5月29、30日 - 国民座、久米正雄・花田偉子ら、生田長江：『円光』 / 久米正雄：『地蔵教由来』 / 額田六福：『野崎村』
- 1918年5月 - 舞台協会、加藤精一・伊藤松雄ら、アンドレーエフ作・松居松葉訳：『白耳義の悲哀』鷗外訳：『人の一生』
- 1918年6月 - 近代劇協会、上山草人・伊沢蘭奢ら、シェイクスピア作・坪内逍遙訳：『ヴェニスの商人』『犠牲』
- 1918年9月 - 歌舞劇協会、伊庭孝・高木徳子・岸田辰弥・石井獏、ビゼー：『カルメン』 / ハウプトマン作・竹内平吉曲：『沈鐘』
- 1918年9月 - 近代劇協会、上山草人・山川浦路ら、ワイルド作・共訳：『ウィンダミヤ夫人の扇』 / ソログープ作・共訳：『死の勝利』 / 谷崎潤一郎：『信西』
- 1919年1月1 - 5日 - 抱月没後の芸術座、松井須磨子・秋田雨雀ら、中村吉蔵：『肉店』 / 川村花菱脚色：『カルメン』（5日に須磨子自殺）
- 1919年2月 - 近代劇協会、上山草人ら、シェイクスピア作・坪内逍遙訳：『リア王』
- 1919年3月1 - 14日 - 新芸術座、川村花菱・岡田嘉子（初舞台）ら、『カルメン』
- 1919年3月 - 黒猫座、十三代目勘弥・初瀬浪子ら、菊池寛：『忠直卿行状記』 / アンドレーエフ作・鷗外訳：『人の一生』 / 近松門左衛門：『女殺油地獄』
- 1919年6月16 - 18日 - 新劇協会、畑中蓼波・長田秀雄・友田恭助、長田秀雄：『轢死』 / チェホフ：『伯父ワーニヤ』
- 1919年夏 - 創作劇場、飯塚友一郎・邦枝完二、倉田百三：『出家とその弟子』
- 1919年9月17 - 19日 - 白樺演劇社、長与善郎・近藤経一ほか、ゲーテ作・関口存男訳：『兄妹』 / ストリンドベルヒ作・鷗外訳：『稲妻』
- 1919年12月1 - 7日 - 創作劇場、飯塚友一郎・邦枝完二、谷崎潤一郎：『春の海辺』『十五夜物語』 / 邦枝完二：『地獄へ落ちた写楽』
- 1919年12月 - 国民座、久米正雄・花田偉子ら、永井荷風：『煙』
- 1920年2月11 - 17日 - 民衆座、畑中蓼波・水谷八重子・夏川静枝・友田恭助ら、メーテルリンク作・楠山正雄訳：『青い鳥』
- 1920年2月 - 国民座、花田偉子・久米正雄・三好今太郎、長田秀雄：『微笑』 / 仲木貞一：『柿の熟する頃』 / 『邦枝完二』：『カナリヤ』
- 1920年4月25、26日 - 研究座、遠山静雄・汐見洋ほか、吉井勇：『小しんと焉馬』 / シング作・渡平民訳：『谷の蔭』 / 鈴木善太郎：『星飛ぶ夜』
- 1921年1.18 - 30 - 改築記念興行、十三代目勘弥・森律子、武者小路実篤：『その妹』 / 岡本綺堂：『蟹満寺縁起』
- 1921年2月16 - 20日 - 新文芸協会、東儀鉄笛・加藤精一・横川唯治ら、久米正雄：『翻弄』 / 菊池寛『順番』 / シュミットボン作・鷗外訳：『街の子』
- 1921年2月21 - 24日 - 研究座、遠山静雄・汐見洋ほか、ゴーリキー：『夜の宿』 / 邦枝完二：『地獄へ落ちた写楽』
- 1921年9月 - 研究座、遠山静雄・汐見洋ほか、武者小路実篤：『四人』 / 邦枝完二：『金床の小春日』 / シュニッツラー：『傀儡師』
- 1921年8月 - 新劇座、花柳章太郎ほか、久米正雄：『牧場の兄弟』 / 瀬戸英一：『夜の鳥』
- 1921年9月15 - 17日、30日、10月1日 - 舞台協会、伊藤松雄・岡田嘉子ら、有島武郎：『死と其前後』 / シュミットボン作・伊藤松雄訳：『ピグマリオン』
- 1922年1月 - 新文芸協会、伊藤松雄・宇野四郎ら、山本有三：『生命の冠』
- 1922年3月 - 研究座、遠山静雄・汐見洋・花柳はるみほか、ヴェデキンド：『地霊』
- 1922年4月 - 新劇座、花柳章太郎・初瀬浪子、小山内薫：『塵境』 / 久保田万太郎：『雨空』 / 島村民蔵：『お夏清十郎』
- 1922年6月 - 新文芸協会、伊藤松雄ら、久米正雄：『三浦製糸場主』 / 『武者小路実篤：『張男の最後の日』
- 1922年7月 - 研究座、遠山静雄・汐見洋・水谷八重子ほか、チェホフ：『路を辿りて』『かもめ』
- 1922年8月 - 新文芸協会、メーテルリンク：『青い鳥』
- 1922年10月 - 新文芸協会、伊藤松雄ら、ドストエフスキー作・伊藤松雄訳：『カラマゾフの兄弟』
- 1922年11月 - 春秋座、二代目猿之助・市川八百蔵ら、イプセン作・鷗外訳：『幽霊』 / 菊池寛：『玄宗の心持』 / 『おもちゃ店』
- 1923年1月 - 春秋座、二代目猿之助一座・村田正雄ら、藤田草之助：『煩悩地獄』 / 生田葵：『焼津の日本武尊』 / 菊池寛：『父帰る』 / 岡本綺堂：『小栗栖の長兵衛』
- 1923年2月 - 研究座、遠山静雄・汐見洋・水谷八重子ほか、イプセン：『鴨』
- 1923年4月 - 春秋座、二代目猿之助・中村翫右衛門ほか、久米正雄：『梨花の家』 / 倉田百三：『俊寛』 / 小山内薫：『捨子』
- 1923年7月 - 新文芸協会、伊藤松雄・岡田嘉子ら、松居松葉：『茶を作る家』 / シェイクスピア作・坪内逍遙訳：『ジュリアス・シーザー』
- 1923年8月1 - 3日 - 新劇協会、畑中蓼波・石井八重子ら、ブリュウ作・佐々木杢郎訳：『デュポン家の三人娘』